# Rechthuis Watergraafsmeer
Het Rechthuis van de Watergraafsmeer staat aan de Middenweg, nabij de Ringdijk in Amsterdam-Oost.
Het huis is gebouwd in 1777 ter vervanging van het oorspronkelijke gebouw uit de 17e eeuw. Tot 1 mei 1906 kwam het gemeentebestuur van de Watergraafsmeer hier bijeen en werd gehuurd van het hoogheemraadschap Watergraafsmeer. Het behield zijn oorspronkelijke functie totdat de gemeente Watergraafsmeer in 1921 door Amsterdam werd geannexeerd.
Daarna deed het gebouw dienst als herberg, café-restaurant 't Rechthuis. In 1928 werd het gebouw verbouwd en ingericht als incassobank, sinds 1934 een filiaal van de Amsterdamsche Bank (tegenwoordig ABN AMRO). Deze functie behield het bijna zeven decennia. Daarna verhuisde de bank naar een pand er naast maar is in 2020 ook daar verdwenen.
Na verbouwing opende in het pand op 1 augustus 2016 een restaurant.

Tegenover dit gebouw hield Napoleon Bonaparte in 1811 zijn intocht in Amsterdam. De koepel van het Rechthuis staat afgebeeld op het schilderij 'De intocht van Napoleon in Amsterdam' in het Amsterdam Museum.